# 文珍の歴史なんなんだ!
『文珍の歴史なんなんだ!』（ぶんちんのれきしなんなんだ）は、東海テレビほかで放送されたエンターテインメント番組。製作局の東海テレビでは、毎週月曜 19:00 - 19:30 (JST) に放送。

## 司会
- 桂文珍

| 東海テレビ 月曜19:00枠 | 東海テレビ 月曜19:00枠 | 東海テレビ 月曜19:00枠 |
| 前番組                 | 番組名                 | 次番組                 |
| ---------------------- | ---------------------- | ---------------------- |
| -                      | 文珍の歴史なんなんだ!  | -                      |

| スタブアイコン | サブスタブ | この項目は、まだ閲覧者の調べものの参照としては役立たない、テレビ番組に関連した書きかけの項目です。この項目を加筆・訂正などしてくださる協力者を求めています（P:テレビ/PJ:放送または配信の番組）。 |